# Noresund
Noresund este o localitate din comuna Krødsherad, provincia Buskerud, Norvegia, cu o suprafață de 0,55 km² și o populație de 371 locuitori (2013).